# OGLE-TR-3
OGLE-TR-3 — звезда главной последовательности, жёлтый карлик, находящийся в созвездии Скорпиона. Звезда невооружённым глазом не видна, расстояние до звезды составляет примерно 3000 пк (9780 световых лет), видимый блеск звезды равен +16,6m. Из-за своей удалённости звезду можно наблюдать только в мощный телескоп.

## Возможная планета
В 2002 году консорциум OGLE опубликовал список из 59 кандидатов в транзитные экзопланеты, в который вошла OGLE-TR-3.
В 2003 году группа немецких астрономов (Dreizler et al.), исследовав звезду с помощью телескопа VLT, обнаружила периодические изменения её лучевой скорости и пришла к выводу, что у звезды возможно существует экзопланета.
Согласно исследованиям, масса планеты равна половине массы Юпитера. Планета обращается вокруг звезды с периодом 1,1899 суток (примерно 28 часов и 33 минуты) на расстоянии 5 радиусов Солнца (3,5 миллионов километров). Предполагаемый радиус планеты — 0,17 радиусов Солнца, из чего следует, что плотность планеты — 0,25 г/см³ (это 1/4 плотности воды, 1/5 плотности Юпитера, 1/27 плотности Земли). Так как звезда вращается намного медленнее орбитального периода планеты, то приливы на звезде, вызванные планетой, могут значительно повлиять на её орбиту. Однако, по расчётам, планета способна просуществовать на орбите в течение всей жизни звезды.
Если бы открытие экзопланеты подтвердилось, OGLE-TR-3 бы стала планетой с самым маленьким периодом обращения (на 2003 год).
Позже, в 2003 году, другая группа учёных (Konacki et al.) попыталась подтвердить существование экзопланеты у OGLE-TR-3, используя оборудование обсерватории Кека. Исследования показали, что явления, интерпретированные предыдущей командой учёных как транзиты экзопланеты, вызваны затменной переменной звездой поля, находящейся на небе в том же месте, что и OGLE-TR-3, но дальше от нас. Из чего был сделан вывод, что экзопланеты у OGLE-TR-3 скорее всего не существует.